# 国际奥委会第131次全体会议
国际奥林匹克委员会第131次全体会议（英語：131st International Olympic Committee Session）于2017年9月13日至9月17日在秘鲁利马召开。在第131届IOC会议期间选举了2024年夏季奥运会和2028夏季奥运会的主办城市。

## 2024年、2028年夏季奥运会主办城市选举
2024年、2028年夏季奧林匹克運動會的主办城市于第131届国际奥委会全体会议期间产生，申办时间为2015年。2016年国际奥组委决定将美國洛杉矶和法國巴黎定为候选城市，一年后投票产生主办城市。